# 윈도우 RSS 플랫폼
윈도우 RSS 플랫폼(Windows RSS Platform 윈도우 알에스에스 플랫폼[*])은 인터넷 익스플로러 7 및 윈도우 비스타에 내장된 플랫폼으로서, 윈도우 응용 프로그램에게 피드(feed) 처리 및 관리 기능을 제공해주는 플랫폼이다. 인터넷 익스플로러 7의 RSS 지원 기능이 이 플랫폼에 기반한다.

## 개요
윈도우 RSS 플랫폼은 다음 세 가지의 콤포넌트로 구성된다:
- 공통 RSS 데이터 스토어(Common RSS Data Store) - RSS 플랫폼이 관리하는 모든 피드에 대한 데이터 스토어(The data store). RSS 플랫폼 API는 피드를 가공하여 – 스크립트를 제거하고, 임베디드(embedded) 오브젝트를 제거하고, 잠재적으로 보안을 위협하는 것들을 제거 한 후 – 피드를 제공한다. 포맷 안 된 XML로의 접근도 허용된다.

- 공통 RSS 싱크 엔진(Common RSS sync engine) - 주기적으로 콘텐트를 다운로드해야 할 책임을 갖고 있는 다운로드 엔진이다. 기본적으로, 피드에 붙은 오브젝트인 피드 인클로저는 다운로드하지 않는다. 하지만 이 기능의 동작 여부는 사용자가 설정 가능하다.

- 공통 RSS 피드 목록(Common RSS Feed List) - RSS 플랫폼 API가 노출해주는 가입한 피드들의 목록. 인터넷 익스플로러 7이나 마이크로소프트 아웃룩 같은 모든 RSS 클라이언트들은 이 목록을 공유한다. 목록의 변경이 있었다면, 모든 RSS 리더들 사이에 그 변경이 공유되고 반영된다.

## 같이 보기
- 인터넷 익스플로러 7
- 마이크로소프트 아웃룩 2007